# Argelio Sabillón
Argelio Sabillón, né le 30 janvier 1957, est un ancien arbitre hondurien de football des années 1990. Il a un stade au Honduras, qui porte son nom, le stade Argelio-Sabillon, à Santa Bárbara.

## Carrière
Il a officié dans des compétitions majeures :
- Gold Cup 1993 (1 match) ;
- Gold Cup 1996 (1 match) ;
- Gold Cup 2000 (1 match).